# Newton St Loe
Newton St Loe est une paroisse civile et un village du Somerset, en Angleterre.